# St Mary's Hospital, London
St Mary's Hospital är ett sjukhus i London, beläget i Paddington (tillhörande City of Westminster), grundat 1845. Sjukhuset började att ta emot patienter 1851. Det var här som C.R. Alder Wright först syntetiserade diacetylmorfin år 1874
och här upptäckte Alexander Fleming penicillinet år 1928.

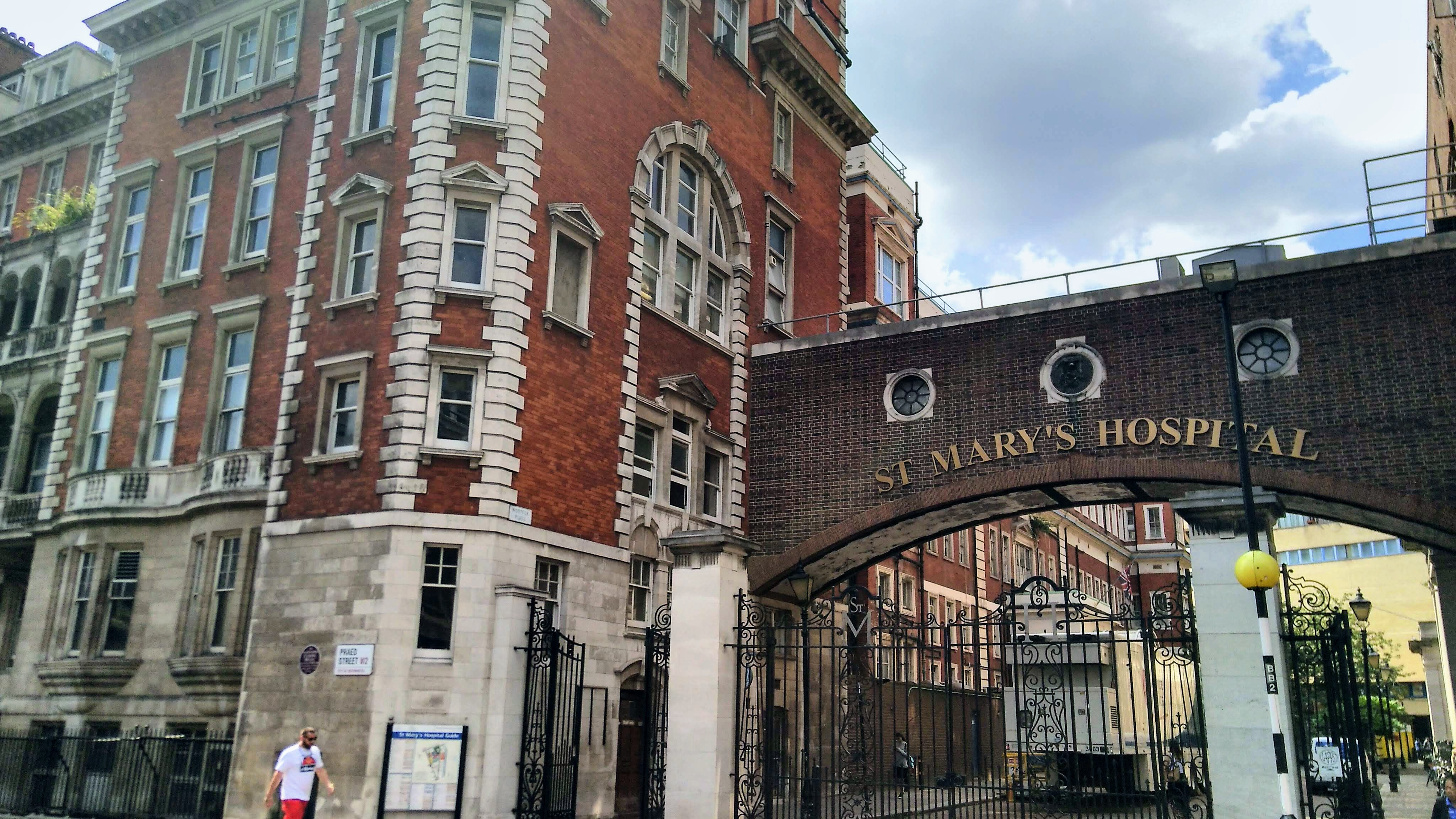
Infarten till St. Mary's Hospital, med Alexander Flemings laboratorium till vänster i bild.

## Historik

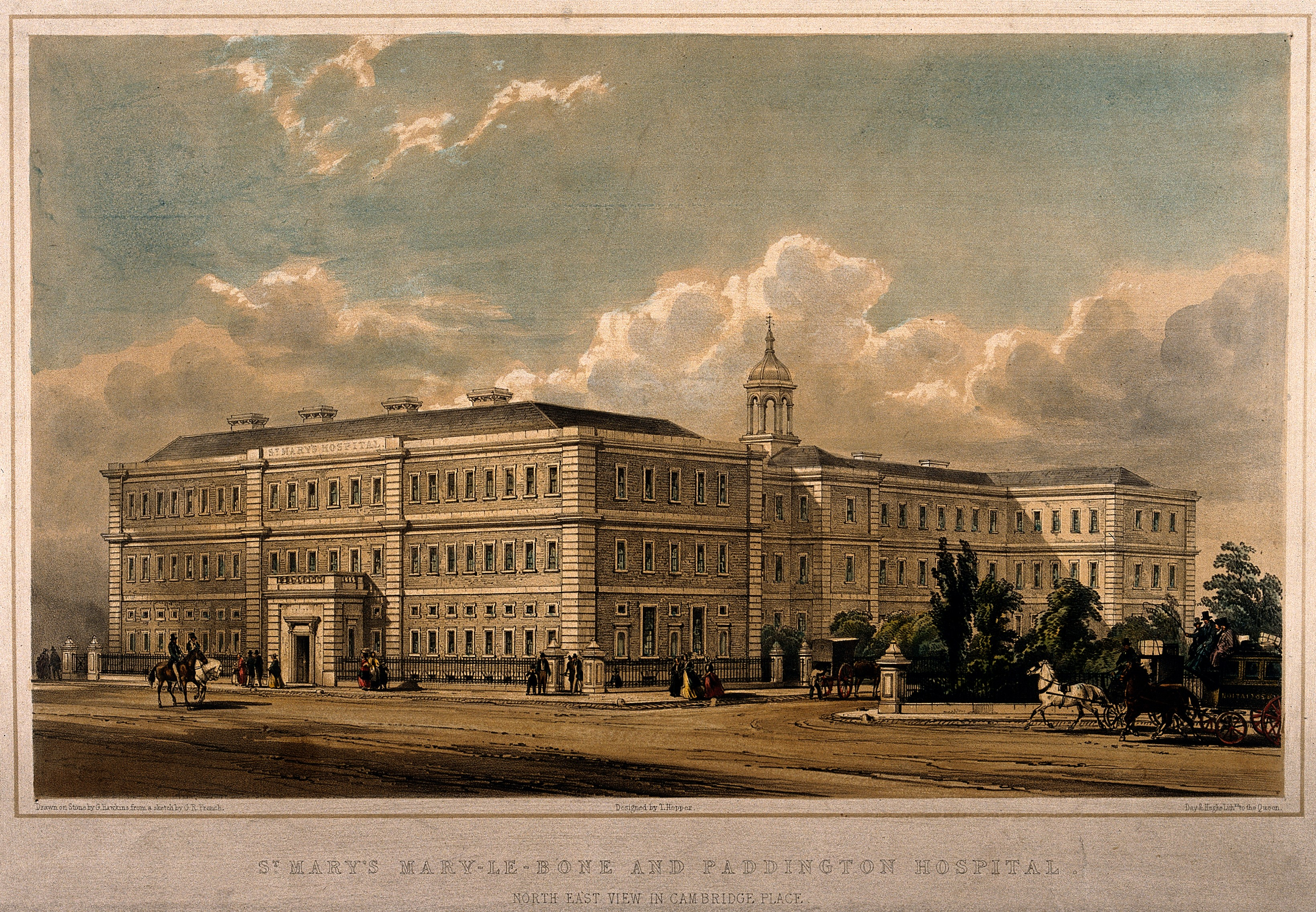
Det ursprungliga sjukhuset i Norfolk Place

St Mary's Hospital var det sista av de stora sjukhusen som byggdes med hjälp av donationer.
Det byggdes i klassisk stil och arkitekt var Thomas Hopper.
Flygeln Clarence Memorial Wing som öppnade, år 1904, ritades av arkitekten Sir William Emerson och byggdes med framsidan mot Praed Street. Det var här Alexander Fleming hade sitt laboratorium. Det har restaurerats och är nu ett museum.
Den privata Lindo Wing, där brittiska kungligheter har fötts, öppnade i november 1937. Det finansierades av affärsmannen  Frank Charles Lindo, som donerade en stor summa pengar före sin död år 1938.
År 1948 övertog St Mary's Hospital versamheten från flera mindre privatsjukhus.
På 1950-talet gjorde kärlkirurgen Felix Eastcott banbrytande arbete med att ta bort förkalkningar för att minska risken för stroke.